# Pascal Chang-Soi

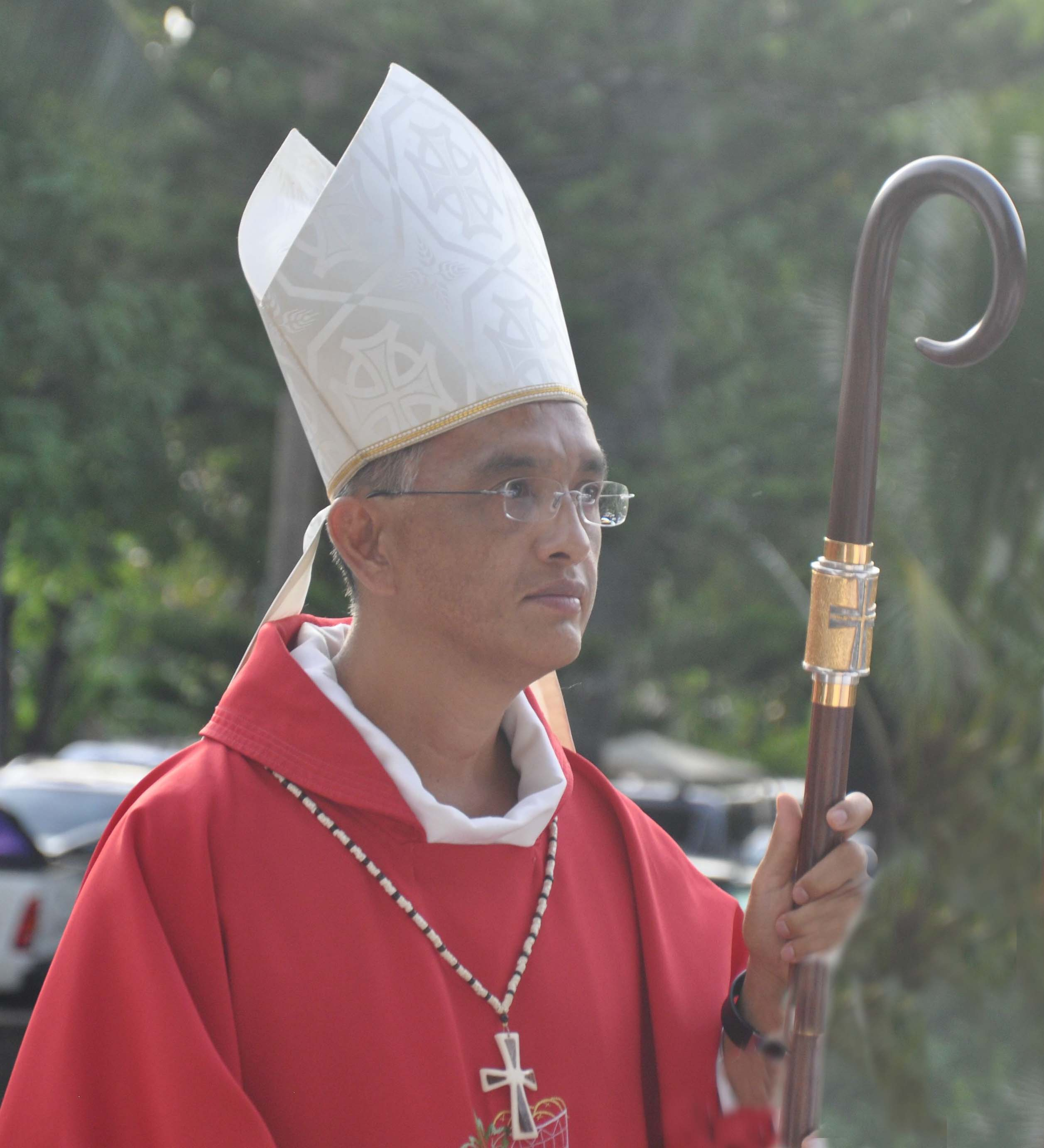
Pascal Chang-Soi

Pascal Chang-Soi SSCC (* 18. Oktober 1966 in Moorea) ist ein römisch-katholischer Geistlicher und Bischof von Taiohae o Tefenuaenata.

## Leben
Pascal Chang-Soi trat der Ordensgemeinschaft der Arnsteiner Patres am 23. August 1992 bei, legte am 9. November 1997 die Profess ab und empfing am 4. Februar 2000 die Priesterweihe.
Papst Benedikt XVI. ernannte ihn am 4. August 2010 zum Koadjutorbischof von Taiohae o Tefenuaenata. Die Bischofsweihe spendete ihm der Apostolische Nuntius in Neuseeland, Fidschi, Marshallinseln, Föderierten Staaten von Mikronesien, Vanuatu, Tonga, Kiribati, Palau, Cookinseln, Samoa und Nauru, Erzbischof Charles Daniel Balvo, am 4. Dezember desselben Jahres; Mitkonsekratoren waren Hubert Coppenrath, Erzbischof von Papeete, und Guy Chevalier SSCC, Bischof von Taiohae o Tefenuaenata. Als Wahlspruch wählte er Que ta volonté soit faite.
Papst Franziskus ernannte ihn am 22. März 2013 zum Apostolischen Administrator des Erzbistums Papeete. Von diesem Amt wurde er am 28. August durch die Ernennung eines Nachfolgers entbunden.
Mit dem altersbedingten Rücktritt Guy Chevaliers am 5. September 2015 folgte er ihm als Bischof von Taiohae o Tefenuaenata nach.